# مقبول أحمد
مقبول أحمد (2 أغسطس 1939 - 13 أبريل 2021) كان أمير أو زعيم الجماعة الإسلامية البنغالية، أكبر حزب إسلامي في بنغلاديش. تم تعيينه في هذا المنصب في 17 أكتوبر 2016 بعد أن عمل كقائد بالإنابة لمدة ست سنوات.

## الوفاة
توفي أحمد في 13 أبريل 2021 في مستشفى كلية طب ابن سينا في دكا، بنغلاديش.